# Буковица (Коњиц)
Буковица је насељено место у Босни и Херцеговини у општини Коњиц у Херцеговачко-неретванском кантону које административно припада Федерацији Босне и Херцеговине. Према попису становништва из 1991. у насељу је живјело 184 становника.

## Становништво
По последњем службеном попису становништва из 1991. године, у насељу Буковица живела су 184 становника. Већина становника су били Хрвати.
| Националност       | 1991.        | 1981. | 1971. |
| Хрвати             | 182 (98,91%) |       |       |
| остали и непознато | 2 (1,09%)    |       |       |
| Укупно             | 184          |       |       |